# Lista bóstw germańskich
Bóstwa germańskie – bogowie i boginie występujące w religii Germanów.

## Asowie i Asynje
- Baldur
- Bragi
- Forseti
- Frigg
- Hajmdal
- Hlodyna
- Hónir
- Magni
- Modi
- Nanna
- Od
- Odyn
- Thor
- Thrud
- Tyr
- Ull
- Wali
- We
- Widar
- Wili

## Wanowie i Wanirki
- Frejr
- Freja
- Gullweig
- Njörðr

## Bóstwa o niepewnej przynależności
- Gefjun (prawd. Wanirka)
- Hermod (prawd. As)
- Ing
- Irmin
- Nerthus (prawd. Wanirka)
- Sif (prawd. Asynja)
- Sigyn (prawd. Asynja)

## Bóstwa pomniejsze
- Búri
- Burr
- Dag
- Fjórgyn
- Idun
- Máni
- Mimir
- Tuiston